# Alchemilla diademata
Alchemilla diademata es una especie de planta del género Alchemilla, perteneciente a la familia Rosaceae.

## Taxonomía
Alchemilla diademata fue descrita por Rothm. en 1936.

## Distribución
Se encuentra en el territorio central de Líbano.